# Ninja Thyberg
Ninja Thyberg (* 12. Oktober 1984 in Göteborg) ist eine schwedische Regisseurin, Drehbuchautorin und Schauspielerin.

## Leben
Ninja Thyberg führte bei zahlreichen Kurzfilmen Regie und schrieb das Drehbuch. Sie war auch als Schauspielerin tätig.
Ihr Kurzfilm Pleasure wurde bei den Internationalen Filmfestspielen von Cannes 2013 gezeigt. Ihr daraus entstandener Spielfilm Pleasure wurde als offizieller Wettbewerbsbeitrag für die Internationalen Filmfestspiele von Cannes 2020 ausgewählt, feierte im Februar 2021 seine Premiere auf dem Sundance Filmfestival und war 2021 in der Kategorie Bester Nachwuchsfilm für den Europäischen Filmpreis nominiert. Bei den British Independent Film Awards 2021 gab es eine Nominierung in der Kategorie Bester internationaler Independent-Film. Bei den Independent Spirit Awards 2022 war sie in der Kategorie Beste Regie nominiert, beim nationalen Filmpreis Schwedens Guldbagge 2022 für den Besten Film. 2022 kam der Film in Deutschland ins Kino.

## Filmografie (Auswahl)

### Regie
- 2010: Våt (Kurzfilm)
- 2011: Mamma pappa barn (Kurzfilm)
- 2012: Afro (Kurzfilm)
- 2013: Pleasure (Kurzfilm)
- 2014: Hot Chicks (Kurzfilm)
- 2015: Catwalk (Kurzfilm)
- 2015: Girls & Boys (Kurzfilm)
- 2015: Hingsten (Kurzfilm)
- 2015: The Kill (Kurzfilm)
- 2021: Pleasure

### Darstellerin
- 2010: Våt (Kurzfilm)
- 2018: Bimbo bambino